# Packet radio

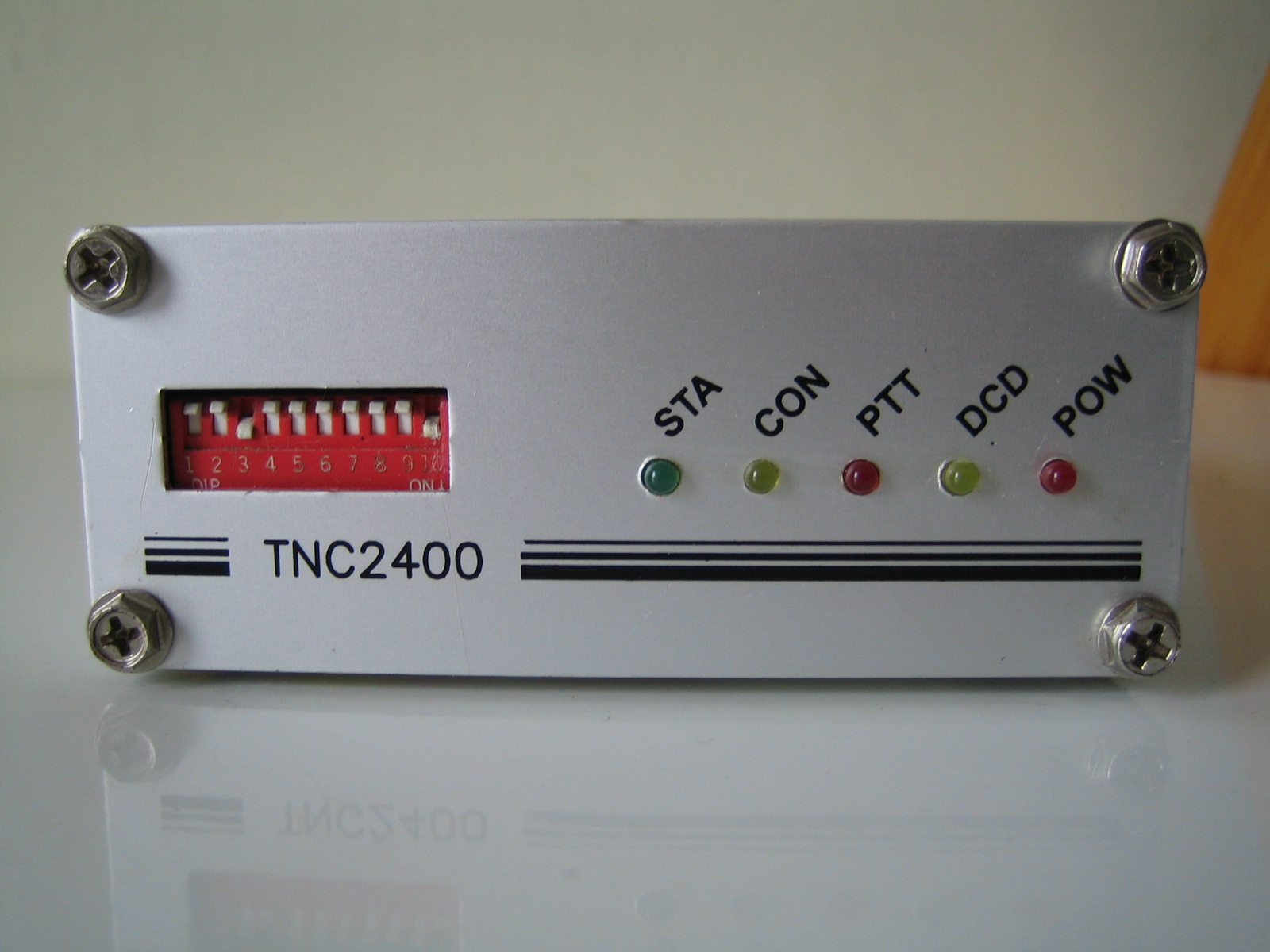
Contrôleur de nœud terminal modem radio par paquets à 2400 bauds

Le packet radio est une forme de transmission de données numériques utilisée pour créer un lien entre ordinateurs. L'utilisation la plus courante du packet radio est faite par les radioamateurs afin de construire des réseaux sans fils d'ordinateurs.
Son nom est une référence à l'utilisation de la commutation de paquets entre des nœuds de réseaux (nodes), qui permettent à plusieurs circuits virtuels de coexister sur un même canal radio. Les réseaux packet radio utilisent le protocole du niveau liaison de données AX.25, qui est dérivé de la suite protocolaire X.25 et adapté pour l'utilisation radioamateur.
Il est à noter que les premières versions de réseaux mobiles ad hoc, bien qu'également caractérisées par l'expression « packet radio », ont cependant peu en commun avec la description ci-après.

## Configuration de la station
Une station packet radio classique est constituée d'un ordinateur, d'un modem et d'un émetteur-récepteur avec une antenne. Généralement, l'ordinateur et le modem sont regroupés dans un seul appareil, appelé le Terminal Node Controller (TNC), avec un terminal simple ou un émulateur de terminal utilisé pour afficher et entrer les données. Cependant, de plus en plus d'ordinateurs personnels prennent les fonctions d'origine des TNC, le modem étant soit indépendant soit complément implémenté dans un logiciel. De plus en plus de fabricants d'émetteurs (comme Kenwood et Alinco) mettent dorénavant sur le marché des émetteurs portatifs ou mobiles avec des TNC intégrés, permettant une connexion directe avec le port série d'un ordinateur, sans l'aide d'un équipement supplémentaire.
L'ordinateur est responsable de la gestion des connexions réseau, formatant les données comme les paquets AX.25 et en contrôlant le canal radio. Bien souvent, il offre également d'autres fonctionnalités, comme un système BBS (bulletin board system) la plupart du temps FBB ou DPBOX, système de messagerie simplifié pour accepter les messages lorsque l'opérateur n'est pas présent.

## Historique
Aux environs des années 1978, un groupe d'opérateurs radio-amateurs de Colombie-Britannique (Canada) a commencé à expérimenter la packet radio en utilisant un terminal node controller (TNC) développé par Doug Lockhart, VE7APU.
L'allocation d'adresses IP AMPRNet, qui permet de faire transiter des trames IP sur un sous-réseau dédié au radioamateurisme, a été obtenue grâce à Hank Magnuski, KA6M, à la fin des années 1970.
Après que la commission fédérale des communications (Federal Communications Commission) eut accepté la transmission de l'ASCII pour les radioamateurs aux États-Unis en 1980, Magnuski mit en œuvre un répéteur près de San Francisco sur la bande des 2 mètres, avec un TNC qu'il avait développé.
De nombreux groupes de radioamateurs intéressés dans la packet radio se créèrent dans le pays, dont la Pacific Packet Radio Society (PPRS) en Californie, la Tucson Amateur Packet Radio Corporation (TAPR) en Arizona et l'Amateur Radio Research and Development Corporation (AMRAD) à Washington.
En 1983, TAPR proposa le premier TNC disponible sous forme de kit.
La packet radio commença à devenir de plus en plus populaire en Amérique du Nord, et, en 1984, le premier BBS (bulletin board system) spécifique à la packet radio fut mis en ligne.
La packet radio montra toute son utilité dans des situations d'urgence comme à la suite du crash d'un avion de la compagnie Aeromexico dans la banlieue de Cerritos, en Californie, un week-end de mai 1986. Des volontaires relièrent[réf. souhaitée] plusieurs sites clés en permettant le transit de données texte en laissant les circuits voix disponibles.

## Couches
Si on se réfère au modèle OSI, les réseaux packet radio peuvent être décrits en termes de couches physiques, de liaison de données, et de protocole de couche réseau sur lesquelles ils se reposent.

### Couche physique: le modem et le canal radio
Les modems utilisés pour la packet radio varient en débits et techniques de modulation, et sont normalement choisis pour correspondre aux capacités de l'équipement radio qu'ils utilisent.
L'équipement radio le plus communément utilisé est celui utilisant la modulation de fréquence (FM) pour transmettre de la voix avec une bande passante réduite.
Les premières stations packet radio radioamateur ont été construites en utilisant des modems Bell 202 de surplus, à 1 200 bit/s et, malgré son débit plutôt lent, la modulation Bell 202 est restée le standard pour les opérations en VHF dans la plupart des zones. Plus récemment, le 9 600 bit/s est devenu une alternative populaire. Sur les fréquences HF, la modulation Bell 103 est utilisée, à un débit de 300 bit/s. Mais le packet radio n'est pas un mode HF très efficace, et bien qu'il soit toujours utilisé, de nouveaux modes plus adaptés sont apparus (PACTOR, WINMOR, MFSK, etc.)
Pour des raisons historiques, toutes les modulations communes utilisées sont basées sur le principe d'une modification minimale de la radio en elle-même, c'est-à-dire une simple connexion de la sortie microphone vers l'entrée du modulateur d'émission, et la sortie du démodulateur du récepteur directement vers l'entrée externe haut-parleur, avec toutes les distorsions qui sont incluses dans les amplificateurs audio de la radio.
L'addition simple d'un signal PTT pour positionner la radio en mode émission, et on obtient un modem radio. En raison de cette simplicité, et par l'utilisation simple de microcircuits du commerce, la modulation Bell 202 est devenue une manière standard d'émettre les données packet radio sur un canal radio avec deux tonalités distinctes pour chaque bit (une tonalité pour le zéro, une tonalité pour le un).
D'autres manières d'aboutir à des débits supérieurs à 1 200 bit/s existent, comme l'utilisation de circuits de modems téléphoniques par les connecteurs audio et microphone. Cela a permis de travailler à des débits jusqu'à 4 800 bit/s en utilisant des modems fax de la série V de l'ITU (V.27) en mode half-duplex. Ces modems utilisent la modulation de phase qui fonctionne bien lorsqu'il n'y a pas de modulation d'amplitude, mais à des débits plus élevés comme 9 600 bit/s, les niveaux de signal deviennent critiques et ils deviennent très sensibles aux délais de groupes générés par les radios. Ces systèmes ont été mis au point grâce à Simon Taylor (G1NTX) et Jerry Sandys (G8DXZ) dans les années 1980. (lien vers cet article) D'autres systèmes qui nécessitaient une légère modification de la radio ont été développés par James Miller (G3RUH) et fonctionnaient à 9 600 bit/s.
Des modems spécifiques ont été développés pour offrir des débits de 19,2 kbit/s, 56 kbit/s, et même 1,2 Mbit/s sur des liens radioamateur. Cependant, des équipements radio spécifiques sont nécessaires pour transmettre des données à ces débits, et leur adoption a été limitée. Dans ces radios spécifiques, l'interface entre le modem et la radio se fait sur la fréquence intermédiaire, sur une portion de la radio qui permet d'éviter l'utilisation des circuits de la radio qui étaient utilisés pour la production de détection et de la modulation de la voix.
Un détail intéressant est que la bande WLAN de 2.4 GHz WLAN recoupe partiellement la bande radioamateur, et ainsi le matériel WLAN peut être utilisé tel quel par les radioamateurs titulaires d'une licence avec une puissance supérieure que celle que peut utiliser le reste de la population qui n'a pas de licence. (Le fait que ces réseaux soient librement accessibles en réception par tout le monde, mais que l'émission y soit réservée aux radio-amateurs fait qu'il est peut-être intéressant d'y passer du temps). Les détails de la réglementation varient suivant les pays.

### Couche de liaison de données: AX.25
Les réseaux packet radio s'appuient sur le protocole de liaison de données AX.25, dérivé de la suite protocolaire X.25 et adapté pour l'utilisation spécifique sur les réseaux radioamateur. Malgré son nom, l'AX.25 définit à la fois les couches physiques et liaisons de données du modèle OSI. (il définit également un protocole de niveau réseau, bien qu'il soit peu utilisé).

### Couche réseau
La packet radio a été le plus souvent utilisée pour des liaisons directes, de clavier à clavier, entre stations, que ce soit entre deux opérateurs humains ou entre un opérateur et un bulletin board system. Aucun service au-dessus de la couche de liaison de données n'est nécessaire pour ces utilisations.
Pour permettre un routage automatique des données entre les stations (ce qui est importante pour le relais des courriers électroniques), plusieurs protocoles réseaux ont été développés pour être utilisés avec l'AX.25. Les plus célèbres sont NET/ROM, ROSE et TexNet.
En principe, n'importe quel protocole de la couche réseau peut être utilisé, dont le fameux protocole IP.

### Bandes de fréquences
- La bande des 2 mètres (144 MHz), VHF, est en général utilisée pour 1200 bauds (modulation Bell 202). C'est notamment le cas de l'APRS.
- La bande des 20 mètres (14 MHz), HF, est aussi utilisée aux États-Unis (14.105 sur Network 105).
- La bande des 70 cm (430-440 MHz), UHF, en général pour du 9600 bauds.
- La citizen-band, bande des 11 mètres (27 MHz), est aussi utilisée dans certains pays, l'Allemagne, le Royaume-Uni.